# Еніке Барабаш
Еніке Барабаш  (угор. Barabás Enikő, рум. Enikő Barabás, 21 липня 1986) — румунська веслувальниця, олімпійська медалістка.

## Виступи на Олімпіадах
| Олімпіада   | Дисципліна                     | Місце |
| ----------- | ------------------------------ | ----- |
| Пекін 2008  | вісімка розстібна зі стерновим | 3     |
| Лондон 2012 | вісімка розстібна зі стерновим | 4     |